# Anton Hockelmann
Anton Hockelmann (* 2. November 1903 in Augsburg; † 16. März 1972 ebenda) war ein deutscher Spengler und Installateur.

## Werdegang
Hockelmann absolvierte eine Lehre zum Spengler und Installateur und übernahm dann das Geschäft seines Vaters. Von 1945 bis 1970 war er Präsident der Handwerkskammer für Schwaben in Augsburg und von 1949 bis 1969 Präsident bzw. Vizepräsident des Deutschen Handwerkskammertages. 1969 wurde er zum Vizepräsidenten des Zentralverbands des Deutschen Handwerks gewählt.
Als Vertreter der Gruppe Handwerk war er von der Gründung im Dezember 1947 bis zu seinem Tod Mitglied des Bayerischen Senats.

## Ehrungen
- 1955: Großes Verdienstkreuz der Bundesrepublik Deutschland
- 1959: Bayerischer Verdienstorden
- 1969: Großes Verdienstkreuz mit Stern der Bundesrepublik Deutschland